# پژوهش سرطان‌شناسی

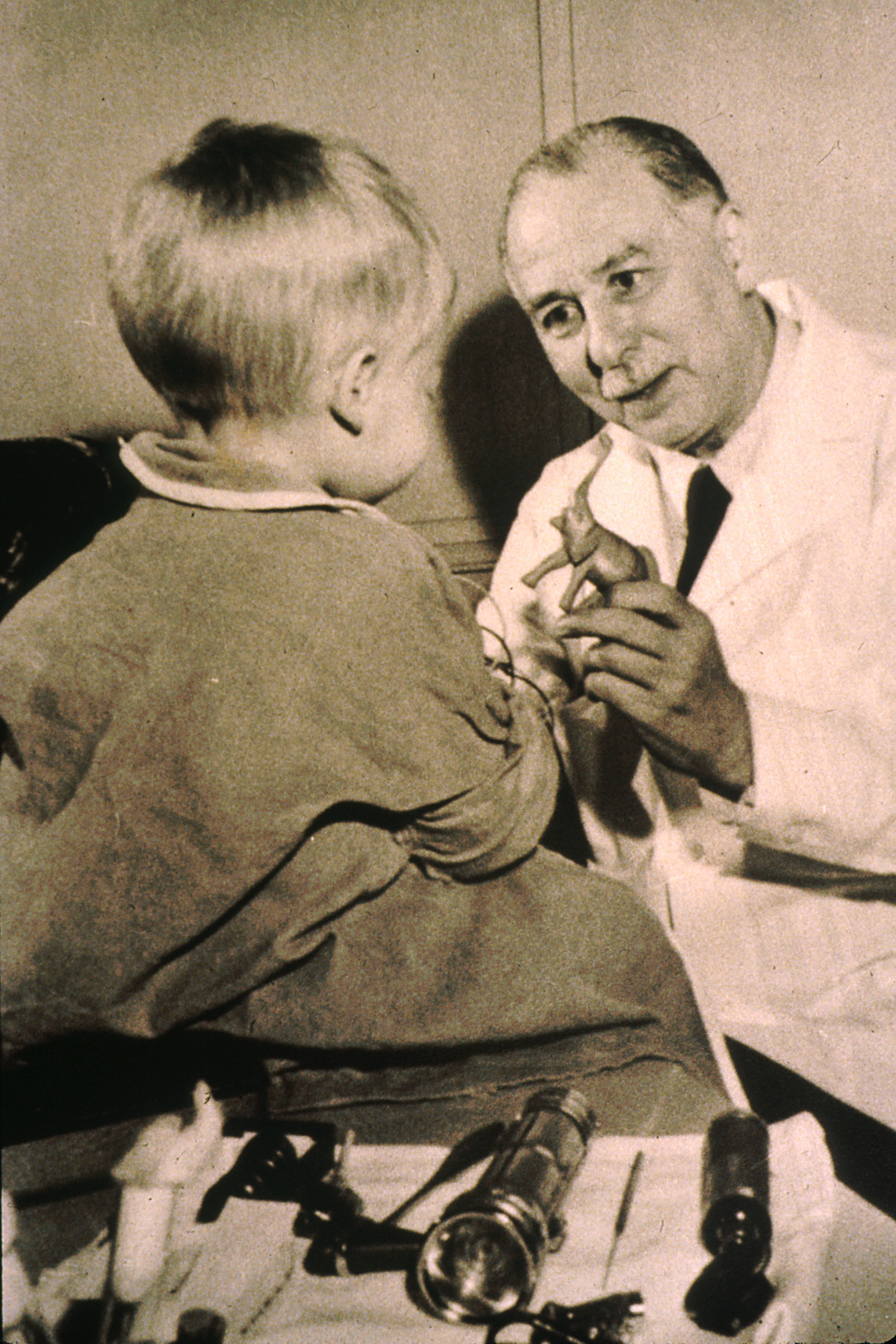
سیدنی فاربر را پدر شیمی‌درمانی نوین می‌دانند.

پژوهش سرطان‌شناسی یا سرطان‌پژوهی (به انگلیسی: Cancer research)، پژوهش دربارهٔ سرطان برای شناسایی علل و توسعه راهبردهایی برای پیشگیری، تشخیص و درمان است.
پژوهش‌های سرطان‌شناسی از اپیدمیولوژی، علم زیست مولکولی گرفته تا عملکرد آزمایش‌های بالینی برای ارزیابی و مقایسه کاربردهای درمان‌های مختلف سرطان را شامل می‌شود. این کاربردها شامل جراحی، پرتودرمانی، شیمی‌درمانی، هورمون‌درمانی، ایمنی‌درمانی و روش‌های درمانی ترکیبی مانند شیمی رادیوتراپی است. از میانهٔ دهه ۱۹۹۰، تأکید در پژوهش‌های بالینی سرطان به سوی درمان‌های ناشی از پژوهش‌های زیست‌فناوری، مانند ایمنی‌درمانی سرطان و ژن‌درمانی تغییر کرد.
پژوهش سرطان‌شناسی در دانشگاه‌ها، موسسه‌های تحقیقاتی و محیط‌های شرکتی انجام می‌شود و عمدتاً با بودجه دولتی انجام می‌شود.